# Petrus Christus
Petrus Christus (Baarle-Hertog, ca. 1410/1415 - Bruges, ca. 1472/1473) fou un pintor de l'escola dels primitius flamencs, actiu a Bruges des de 1444. Els temes de la seva obra se situen dins de les obres religioses i profanes. Tot i ser considerat un seguidor de l'estil de Jan van Eyck, no va coincidir amb ell a Bruges, on va arribar després de 1441, data de la mort del mestre.
L'obra de Christus pren com a fonts, entre d'altres, Robert Campin i Roger van der Weyden, si bé el seu gran inspirador va ser Jan van Eyck, de qui va mantenir l'espai i el volum mentre restava importància a la continuïtat rítmica i la precisió lineal, reduint les complexitats del model cap a superfícies planes i simples. Va fer servir un llenguatge més planer i casolà, assequible per aquells que, com ell, provenien del nord menys desenvolupat. Christus va dotar les seves figures d'una tímida profunditat introspectiva.
Va fer una aportació molt important amb la correcta utilització de la perspectiva lineal, amb un únic punt de fuga central, aconseguint la representació d'un espai pictòric lògic. Va ser el primer dels primitius flamencs en utilitzar aquest tipus de perspectiva.

## Biografia

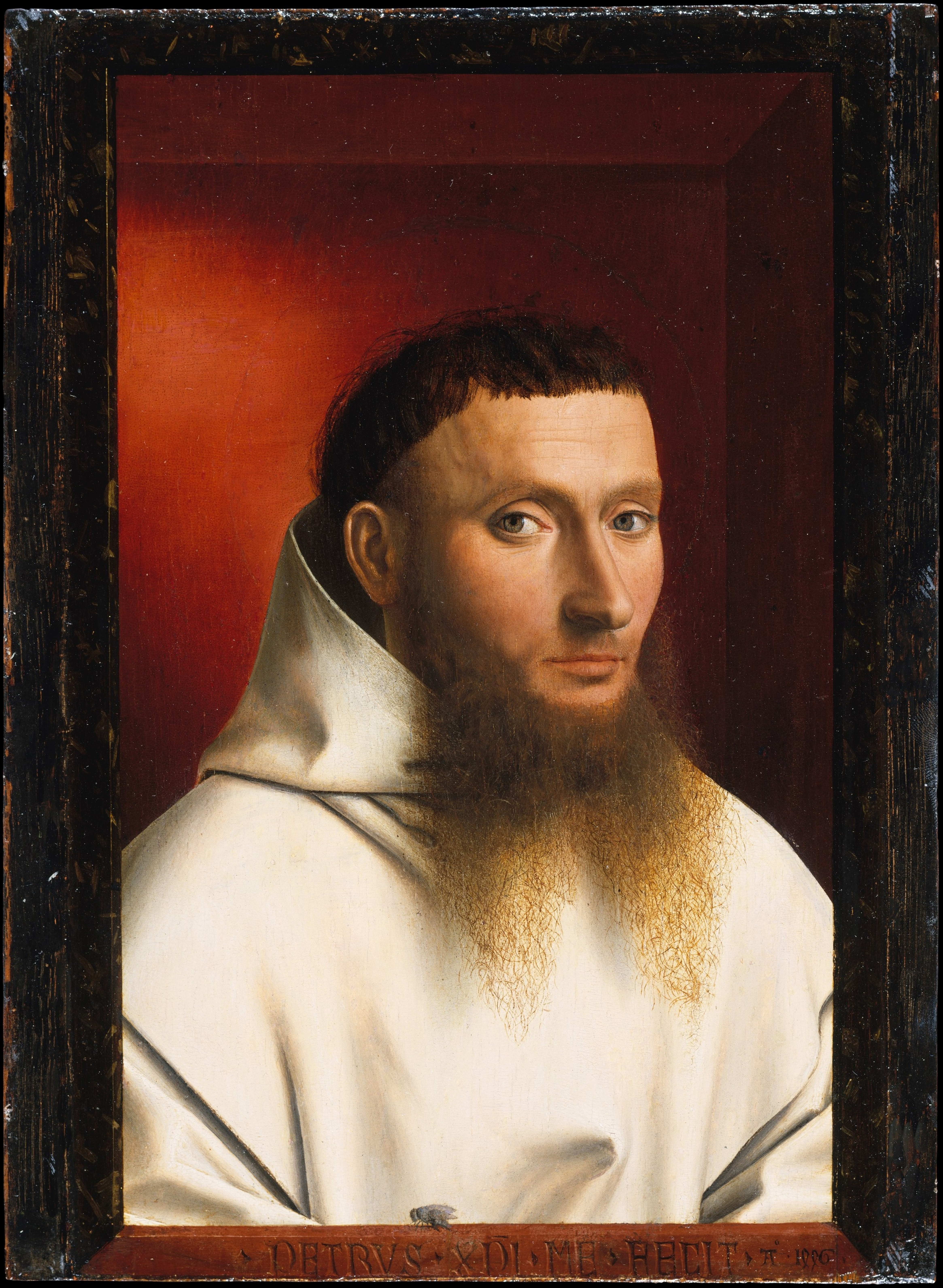
Retrat d'un cartoixà, 1446, considerat un possible autoretrat

Christus va néixer a Baarle-Hertog, prop d'Anvers, al ducat de Brabant entre el 1410 i 1415. Era fill d'un pintor anomenat Pierre que el va introduir a la pintura. La seva família probablement s'hauria traslladat a Baarle des de Breda, on el cognom Christus apareix en documents oficials. Un cognom que era en realitat un malnom atribuït a un avantpassat de Petrus per la gran mestria en la realització de rostres de Crist; potser el seu propi pare.
El seu fill bastard Bastiaen també va ser pintor i va treballar al seu taller; de fet és l'únic deixeble que es coneix del seu taller.
La proximitat del seu lloc de naixement amb l'actual frontera amb els Països Baixos, ha fet que alguns historiadors no el consideressin dins del grup dels flamencs, si bé aquesta població pertanyia al segle xv al ducat de Brabant, completament independent del comtat d'Holanda. La seva vinculació a l'escola dels primitius flamencs ve determinada per la seva instal·lació a Bruges des del 1444, on va romandre fins a la seva mort.
Quan Christus va arribar a Bruges, la ciutat s'estava recuperant econòmicament després d'uns anys d'agitació política entre 1436 i 1440, una revolta castigada amb duresa després de la qual, Bruges, va tornar a estar sota el favor del seu sobirà, el duc Felip el Bo de Borgonya. Entre 1458 i 1463, junt amb la seva esposa Gaudicine es varen unir a l'honorable Confraria de la Mare de Déu de l'Arbre Sec, que comptava entre els seus membres amb els ducs de Borgonya i les famílies aristocràtiques de la ciutat. A final dels anys 1460, Christus es va unir també a la Confraria de nostra Senyora de les Neus i del Gremi de Sant Lluc de Bruges, certament, és un indici del seu elevat estatus a la societat de Bruges i una fórmula d'aconseguir encàrrecs importants. Un d'aquests va ser el 1463, quan amb un altre mestre pintor varen estar encarregats de supervisar la construcció de dos pilars gegantins utilitzats com a quadres vivents durant l'entrada triomfal de Felip el Bo a la ciutat.
Entre 1462 i 1463, amb el pintor Pieter Nachtegale, el municipi de Bruges els va encarregar la supervisió de dos grans decorats dissenyats amb motiu de l'entrada triomfal a la ciutat de Felip el Bo.
Petrus Christus va ser el mestre amb els encàrrecs més importants de Bruges entre la mort de Van Eyck i l'arribada de Hans Memling el 1465, tot i que el càrrec oficial de pintor del duc de Borgonya va passar de Van Eyck a Pierre Coustain. Va ser un període en què la ciutat va prosperar econòmicament després d'anys d'agitació política entre 1436 i 1440.
Després d'una revolta durament castigada, Bruges va tornar a recuperar el favor de Felip el Bo (1419-1967) i va ser la residència preferida dels ducs de Borgonya. La presència regular de la cort ducal, fomentava la presència de rics homes de negocis locals i comerciants estrangers i banquers que formaven una clientela potencial atractiva per a artistes. El comerç que Bruges mantenia amb les nacions de la Mediterrània va significar que bona part de les petites obres de Christus foren encarregades per italians, o espanyols, i que fos reconegut pels artistes del sud, com en el cas d'Antonello da Messina.

### Identificació del pintor i la seva obra
L'obra de Christus, i fins i tot la seva pròpia existència, no van ser documentalment confirmades fins al segle xix. El pintor Karel van Mander va escriure, el 1604, l'obra Het schilder-boeck, on va recollir la majoria de biografies dels pintors flamencs del segle xv. Aquesta obra cabdal pel coneixement de la pintura flamenca no esmentava Petrus Christus. Amb anterioritat, però, apareixia esmentat en una carta de Pietro Summonte, on descrivia una pintura propietat del poeta napolità Sannazaro com «una bona obra de la mà del famós pintor flamenc Petrus Cristi, més antic que Johannes (Jan van Eyck) i Rogerio (Rogier van der Weyden)». Christus no era més gran que els mestres esmentats, per la qual cosa cal interpretar l'expressió en referència al seu estil més arcaic. També figura el seu nom a l'obra Vite de Vasari (1550) i a Descrittione di tutti i paesi bassi, altrimenti detti Germania de Ludovico Guicciardini (1568), tot i que no s'esmenta la seva importància. També Johann Domenico Fiorillo, a començament del segle xix va defensar l'existència de Petrus Christus a partir de la informació de Vasari. Més tard, varen ser Gustav Waagen i Johann David Passavant entre 1825 i 1842 els que varen relacionar diverses obres amb el pintor que s'havia anomenat Crista o Christophori a l'obra de Vasari i que semblava ser un deixeble de Van Eyck, una informació que va ser confirmada per Max Friedländer el 1924. Finalment, els estudis d'Otto Pächt sobre l'obra del Mestre de Flémalle i de Van der Weyden, varen demostrar que la seva influència sobre Christus va ser clarament superior a la de Van Eyck.

## Estil i tècnica
Quan l'obra de Christus va ser redescoberta al segle xix, va ser considerada eclèctica i derivada de Jan van Eyck i se'l va considerar un continuador del seu taller. Sovint es va confondre les seves pintures amb les del mestre. Tot i la influència de Van Eyck, Christus no va ser el seu alumne, ja que va arribar a Bruges el 6 de juliol de 1444 per a adquirir la ciutadania, tres anys després de la mort de Van Eyck. Si hagués estat un alumne actiu del taller Van Eyck a Bruges el 1441, hauria rebut la seva ciutadania automàticament després del període normal d'un any i un dia. De fet, es creu que va aprendre del seu pare Pierre.
Va treballar gairebé sempre per encàrrec de la noblesa, la burgesia i les autoritats eclesiàstiques, amb obres de devoció, retaules, representacions de sants i retrats de comitents. Christus va haver de trobar el seu propi estil sense caure en els trets que Rogier van der Wyeden, deu anys més gran, havia incorporat dels fundadors Van Eyck i, especialment, Campin. Als retrats va desenvolupar un estil molt innovador, representant al personatge en un interior realista en comptes de fer-ho sobre un fons pla. També les seves primeres obres, com el Retrat d'un cartoixà, Sant Eloi al seu taller o el Retrat d'Edward Grimston, destaquen pels seus rostres allargats i durs, amb un nas prominent sobre el pla del rostre. Del mateix estil es poden considerar els rostres de La Lamentació  de Brussel·les, obra en què el cap de Josep d'Arimatea està tractat d'igual forma al de sant Josep de L'Anunciació de la Gallery de Washington.
Christus es va decantar per mantenir l'espai i el volum eyckians, mentre restava importància a la continuïtat rítmica i la precisió lineal i reduïa les complexitats del model Van Eyck a superfícies planes i simples. Va transformar el llenguatge dels mestres a un nivell més planer i casolà, sense actituds heroiques i assequible per aquells que, com ell, provenien del nord menys desenvolupat. Lluny de considerar-se un treball inferior, Christus va dotar les seves figures d'una tímida profunditat introspectiva; les llums i ombres actuen amb llibertat i assumeixen el caràcter de valors autònoms en lloc de descriure la forma i la textura. Va deixar d'aplicar la complexa simbologia religiosa amagada en els detalls de les obres dels seus predecessors, un signe de clara modernitat.
Va fer una aportació molt important amb la correcta utilització de la perspectiva lineal, amb un únic punt de fuga central, amb el qual va aconseguir la representació d'un espai pictòric lògic. Va ser el primer dels primitius flamencs en utilitzar aquest tipus de perspectiva. Aquesta característica va portar Charles de Tolnay a afirmar que «el seu paper històric és similar al de Piero della Francesca a Itàlia».

## Llegat
S'ha treballat en la hipòtesi que Christus podria haver viatjat a Itàlia, possiblement entre 1454 (per encàrrec de la ciutat de Cambrai) i 1462-1463 (per encàrrec de Bruges), on podria haver transmès l'estil i tècniques dels pintors europeus del nord directament a da Messina i a altres artistes italians. Un document que demostra la presència d'un «Piero da Bruggia» (Petrus de Bruges?) a Milà pot suggerir que va visitar aquella ciutat alhora que Antonello, i els dos artistes podrien fins i tot haver-se trobat. Això podria explicar les similituds notables entre el Retrat d'un Home atribuït a Christus al Los Angeles County Museum of Art i molts dels retrats d'Antonello, incloent-hi el suposat autoretrat de la National Gallery de Londres.
En tot cas, Llorenç el Magnífic va tenir un «retrat d'una dama» de «Pietro Cresti da Bruggia» segons consta inventariada el 1492, si bé no consta el lloc d'adquisició.
També seria una forma d'explicar com s'assabentaren els pintors italians de la tècnica de la pintura a l'oli i com s'assabentaren els pintors flamencs de la perspectiva lineal. Antonello, junt amb Giovanni Bellini, va ser un dels primers pintors italians que va fer servir la pintura a l'oli com els seus contemporanis flamencs. D'altra banda, l'obra de Christus Verge i Nen entronitzats amb els sants Francesc i Jeroni a Frankfurt, datat el 1457, és la primera imatge del nord coneguda que mostra en detall la perspectiva lineal.
La composició de Lamentació (Petrus Crhistus, Nova York, ara al Metropolitan Museum of Art, sembla tan propera als relleus de marbre d'Antonello Gagini a la catedral de Palerm que s'ha suggerit que la imatge es podria haver pintat per a un client italià.

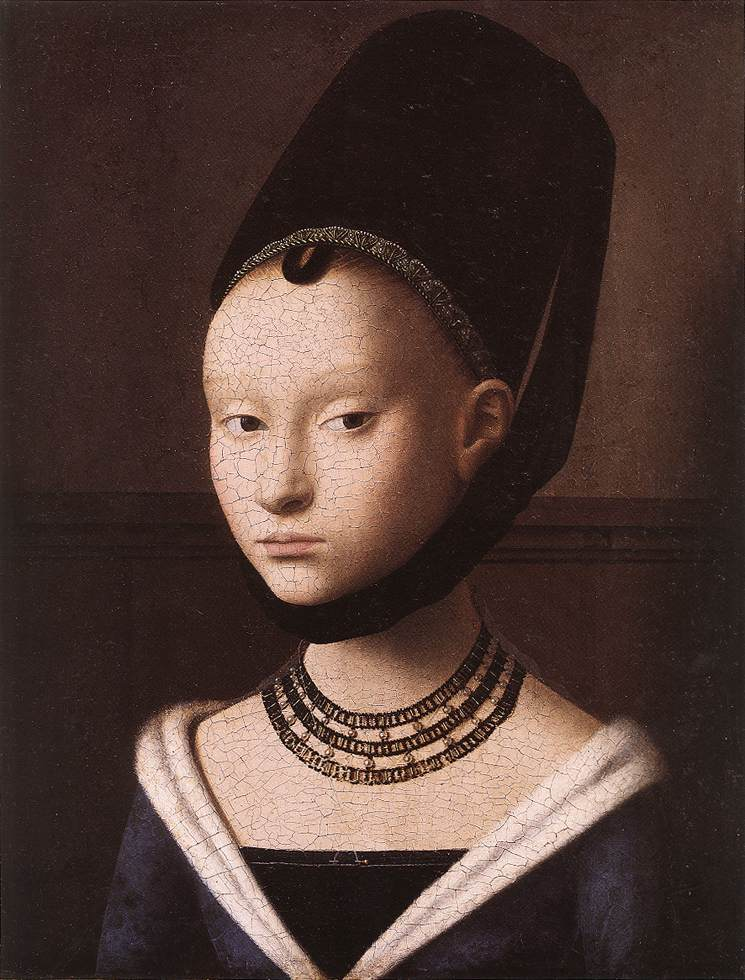
Retrat d'una noia jove, circa 1470. Gemäldegalerie (Berlín)

Un dels últims treballs, el Retrat d'una noia jove és considerat una de les obres mestres de la pintura flamenca i marca un nou desenvolupament dels retrats de l'època. No mostra la model davant d'un fons neutre, sinó en un espai concret definit per plafons de paret. Christus ja havia perfeccionat aquest format als seus dos retrats de 1446. La dona desconeguda –vestida amb roba exquisida, cosa que suggereix que podria venir de França– emet una aura de discreció i de noblesa, mentre sembla quasi irreal en l′elegant estilització de la seva forma.
La seva tècnica meticulosa està relacionada amb la il·luminació de manuscrits; dominava el treball a escala diminuta, però es va adaptar a la descripció volumètrica de les grans obres.
Christus va morir a Bruges entre 1472 i 1473. Hans Memling el va succeir com el següent gran pintor a Bruges.

## Obra

### Treballs signats i datats
Christus va produir com a mínim sis treballs signats i datats que formen la base per a les altres atribucions. En un moment en què les obres no se signaven, aquest fet és una altra influència de Jan van Eyck. Aquests són: 
- Retrat d'Edward Grymeston (en préstec a la National Gallery de Londres, 1446),
- Retrat d'un Cartoixà (Metropolitan Museum of Art, Nova York, 1446),
- Sant Eloi al seu taller (Metropolitan Museum of Art [Robert Lehman Collection], Nova York, 1449),
- Verge alimentant el Nen (ara al Koninklijk Museum Voor Schone Kunsten, Anvers, 1449),
- Les conegudes com "Ales d'altar de Berlín" amb l'Anunciació i Nativitat, i Judici final (Gemäldegalerie, Berlín, 1452).
- Verge i Nen entronitzats amb els sants Francesc i Jeroni (Städelsches Kunstinstitut, Frankfurt del Main, 1457. A la base del tron hi figura la inscripció “Petrus Christus me fecit 1457”.[20]

A més a més, hi ha un parell de plafons al Groeningemuseum a Bruges (mostrant l'Anunciació i Nativitat) datats el 1452, si bé la seva autenticitat és dubtosa.

### Alteracions
Dos dels seus quadres, Retrat d'un Cartoixà i Sant Eloi al seu taller, varen ser alterats afegint un halo als personatges en signe de santedat. Aquest símbol és molt inusual en la pintura flamenca del segle xv, tot i ser habitual en la pintura italiana. Els historiadors Max J. Friedländer el 1916 i William Martin Conway el 1921, varen qüestionar que fossin originals. Després d'un estudi detallat fet al museu on es troben, el Metropolitan Museum of Art de Nova York, l'halo va ser eliminat en ambdós quadres el 1994.
En la primera de les obres, la identificació del personatge amb un sant cartoixà s'havia posat en dubte durant molt de temps, ja que no es coneixia cap germà cartoixà que hagués estat elevat a la santedat en el sud dels Països Baixos quan el quadre va ser pintat, al voltant de 1446. Actualment es pensa que es tracta de Bruno (ca. 1030-1101), el fundador de l'orde dels cartoixans, que va ser canonitzat el 1623, i que explicaria que un propietari posterior de la pintura va voler recollir aquest fet afegint-li l'halo.

### Galeria
| Imatge | Dades | Dades | Imatge | Dades                                                          | Dades                                                          |
| --- | --- | --- | --- | -------------------------------------------------------------- | -------------------------------------------------------------- |
| | Pietà | Pietà | | Crist com l'home dels dolors                                   | Crist com l'home dels dolors                                   |
| circa 1444 | oli sobre taula de roure 38 x 30 cm | 1444-46 | oli sobre taula 11,2 x 8,5 cm |                                                                |                                                                |
| Museu del Louvre, París | Museu del Louvre, París | Birmingham Museum and Art Gallery, Birmingham | Birmingham Museum and Art Gallery, Birmingham |                                                                |                                                                |
| Fou considerat inicialment com una Christus original, és actualment atribuït a un pintor del seu entorn, potser del sud d'Itàlia, que seria l'autor de diversos quadres agrupats sota el nom del Mestre de la Crucifixió de Dessau. Destaca un estil influenciat per Van Eyck amb un gran sentit de la senzillesa. | Fou considerat inicialment com una Christus original, és actualment atribuït a un pintor del seu entorn, potser del sud d'Itàlia, que seria l'autor de diversos quadres agrupats sota el nom del Mestre de la Crucifixió de Dessau. Destaca un estil influenciat per Van Eyck amb un gran sentit de la senzillesa. | Es tracta d'un petit panell utilitzat per a la pregària privada i la meditació sobre el patiment de Crist pel bé de la humanitat. És una de les tres obres de l'artista a la Gran Bretanya. El rostre barbut de Crist mira angoixat cap a l'espectador, mentre el seu tors nu i ferit sembla surar cap a nosaltres. Ell és alhora Crist com l'home dels Dolors i Crist com a Jutge. Al seu costat hi ha dos àngels amb l'espasa del judici i els lliris de la misericòrdia, recordant als devots que no escaparan del Dia del Judici. La tècnica utilitzada recorda les il·luminacions de manuscrits, amb efectes de llum i brillantors de joia. | Es tracta d'un petit panell utilitzat per a la pregària privada i la meditació sobre el patiment de Crist pel bé de la humanitat. És una de les tres obres de l'artista a la Gran Bretanya. El rostre barbut de Crist mira angoixat cap a l'espectador, mentre el seu tors nu i ferit sembla surar cap a nosaltres. Ell és alhora Crist com l'home dels Dolors i Crist com a Jutge. Al seu costat hi ha dos àngels amb l'espasa del judici i els lliris de la misericòrdia, recordant als devots que no escaparan del Dia del Judici. La tècnica utilitzada recorda les il·luminacions de manuscrits, amb efectes de llum i brillantors de joia. |                                                                |                                                                |
| | Mare de Déu i Nen a una galeria | Mare de Déu i Nen a una galeria | | Retrat d'home amb falcó                                        | Retrat d'home amb falcó                                        |
| ca. 1445 | oli sobre taula 55,5 x 31,5 cm | 1445-50 | Punta de plata sobre paper 19 x 14,4 cm |                                                                |                                                                |
| Museu de Belles Arts de Budapest | Museu de Belles Arts de Budapest | Städelsches Kunstinstitut, Frankfurt | Städelsches Kunstinstitut, Frankfurt |                                                                |                                                                |
| És una obra clarament inspirada en la Mare de Déu amb Nen i font de Jan van Eyck de 1439, si bé Christus no complementa la imatge amb cap àngel, cosa que si es pot observar en altres adaptacions posteriors d'altres artistes, com a La Mare de Déu amb Nen entre àngels que es troba al museu Thyssen-Bornemisza de Madrid. | És una obra clarament inspirada en la Mare de Déu amb Nen i font de Jan van Eyck de 1439, si bé Christus no complementa la imatge amb cap àngel, cosa que si es pot observar en altres adaptacions posteriors d'altres artistes, com a La Mare de Déu amb Nen entre àngels que es troba al museu Thyssen-Bornemisza de Madrid. | Es desconeix la identitat del personatge que porta un barret sumptuós fet de dos tipus de pell amb un falcó a la mà esquerra, si bé podria tractar-se d'una persona d'alta posició social o falconer de professió. El dibuix probablement va ser un treball de preparació per a un quadre, però es tracta d'una obra d'execució esplèndida. Al segle xix es va considerar que era una obra de Jan van Eyck o de Rogier van der Weyden, però actualment s'atribueix a Petrus Christus | Es desconeix la identitat del personatge que porta un barret sumptuós fet de dos tipus de pell amb un falcó a la mà esquerra, si bé podria tractar-se d'una persona d'alta posició social o falconer de professió. El dibuix probablement va ser un treball de preparació per a un quadre, però es tracta d'una obra d'execució esplèndida. Al segle xix es va considerar que era una obra de Jan van Eyck o de Rogier van der Weyden, però actualment s'atribueix a Petrus Christus |                                                                |                                                                |
| | Cap de Crist | Cap de Crist | | Retrat d'un Cartoixà                                           | Retrat d'un Cartoixà                                           |
| circa 1445 | Oli sobre Pergamí amb suport de taula 14.6 x 10.5 cm | 1446 | Oli sobre taula 29,2 x 21,6 cm |                                                                |                                                                |
| Metropolitan Museum of Art, Nova York | Metropolitan Museum of Art, Nova York | Metropolitan Museum of Art, Nova York | Metropolitan Museum of Art, Nova York |                                                                |                                                                |
| Es tracta d'una miniatura destinada a la devoció privada, on Crist apareix representat amb gran realisme, si bé una mica idealitzat. La seva visió sembla a la vegada propera i llunyana, humana i divina. La imatge està inspirada en una obra perduda de Van Eyck i coneguda a través de còpies, una de 1438 (Gemäldegalerie, Berlín), dues de 1440 (Museu Groeninge, Bruges, i JC Swinburne Col·lecció, Newcastle-upon-Tyne). | Es tracta d'una miniatura destinada a la devoció privada, on Crist apareix representat amb gran realisme, si bé una mica idealitzat. La seva visió sembla a la vegada propera i llunyana, humana i divina. La imatge està inspirada en una obra perduda de Van Eyck i coneguda a través de còpies, una de 1438 (Gemäldegalerie, Berlín), dues de 1440 (Museu Groeninge, Bruges, i JC Swinburne Col·lecció, Newcastle-upon-Tyne). | És una pintura a l'oli sobre taula de roure que forma part de la col·lecció de Jules Bache hostatjada al Metropolitan Museum of Art de Nova York. Està signada i datada (a baix en el marc simulat): "PETRVS·XPI·ME·FECIT·Ao·1446". | És una pintura a l'oli sobre taula de roure que forma part de la col·lecció de Jules Bache hostatjada al Metropolitan Museum of Art de Nova York. Està signada i datada (a baix en el marc simulat): "PETRVS·XPI·ME·FECIT·Ao·1446". |                                                                |                                                                |
| | Retrat d'Edward Grimston | Retrat d'Edward Grimston | | Sant Eloi al seu taller o Retrat d'un joier al seu taller      | Sant Eloi al seu taller o Retrat d'un joier al seu taller      |
| 1446 | oli sobre taula 33,6 x 24,7 cm | 1449 | oli sobre taula 98 x 85 cm |                                                                |                                                                |
| Groeningemuseum, Bruges | Groeningemuseum, Bruges | Metropolitan Museum of Art, Nova York | Metropolitan Museum of Art, Nova York |                                                                |                                                                |
| El personatge era un diplomàtic al servei d'Enric VI d'Anglaterra. Porta entre els dits de la mà una cadena típica de Lancaster formada per lletres "S" entrellaçades. Darrere d'ell hi ha dos escuts amb el seu blasó. El 1446 consta que va visitar Calais i Brussel·les com a ambaixador, moment en què, probablement, va visitar el taller de Petrus Christus a Bruges. | El personatge era un diplomàtic al servei d'Enric VI d'Anglaterra. Porta entre els dits de la mà una cadena típica de Lancaster formada per lletres "S" entrellaçades. Darrere d'ell hi ha dos escuts amb el seu blasó. El 1446 consta que va visitar Calais i Brussel·les com a ambaixador, moment en què, probablement, va visitar el taller de Petrus Christus a Bruges. | Encarregada pel gremi d'orfebres de Bruges, la pintura és un anunci virtual dels seus serveis. Cap el 1817 es va especular que la figura principal representava a Sant Eloi, patró dels orfebres, i fins i tot se li va pintar un halo de santedat, però a finals del segle XX es va identificar la figura amb una representació realista o un retrat d'un orfebre real de Bruges del segle xv, probablement Willem van Vlueten, qui havia comprat la ciutadania de Bruges el 1433 i que havia arribat a ser un important joier a la cort del duc Felip el Bo.                                                                                   | Encarregada pel gremi d'orfebres de Bruges, la pintura és un anunci virtual dels seus serveis. Cap el 1817 es va especular que la figura principal representava a Sant Eloi, patró dels orfebres, i fins i tot se li va pintar un halo de santedat, però a finals del segle XX es va identificar la figura amb una representació realista o un retrat d'un orfebre real de Bruges del segle xv, probablement Willem van Vlueten, qui havia comprat la ciutadania de Bruges el 1433 i que havia arribat a ser un important joier a la cort del duc Felip el Bo.                                                                                   |                                                                |                                                                |
| | Mare de Déu i Nen amb santa Bàrbara i Jan Vos (l'"Exeter Madonna") | Mare de Déu i Nen amb santa Bàrbara i Jan Vos (l'"Exeter Madonna") | | La Lamentació (Pietà)                                          | La Lamentació (Pietà)                                          |
| ca. 1450 | oli sobre taula 19x14 cm | 1450 | Tempera i oli sobre taula 29,2 x 21,6 cm |                                                                |                                                                |
| Gemäldegalerie (Berlín) | Gemäldegalerie (Berlín) | Metropolitan Museum of Art, Nova York | Metropolitan Museum of Art, Nova York |                                                                |                                                                |
| Es tracta d'una reinterpretació del van Eyck "Mare de Déu i Nen amb santa Bàrbara, Elizabeth i Jan Vos", encarregat pel mateix donant quan va marxar de Bruges enduent-se el van Eyck amb ell. | Es tracta d'una reinterpretació del van Eyck "Mare de Déu i Nen amb santa Bàrbara, Elizabeth i Jan Vos", encarregat pel mateix donant quan va marxar de Bruges enduent-se el van Eyck amb ell. | Aquest és un dels quadres més bells i afectius de Christus i posa de relleu els punts forts dels seus millors treballs: la simplicitat del disseny i la claredat de la representació. N'existeix una versió més gran al Musées Royaux des Beaux-Arts de Brussel·les i una altra al Museu del Louvre. | Aquest és un dels quadres més bells i afectius de Christus i posa de relleu els punts forts dels seus millors treballs: la simplicitat del disseny i la claredat de la representació. N'existeix una versió més gran al Musées Royaux des Beaux-Arts de Brussel·les i una altra al Museu del Louvre. |                                                                |                                                                |
| | Retrat d'un home donant | Retrat d'un home donant | | Retrat d'una dona donant                                       | Retrat d'una dona donant                                       |
| ca. 1450 | oli sobre taula 42 x 21,2 cm | ca. 1450 | oli sobre taula 41,8 x 21,6 cm |                                                                |                                                                |
| National Gallery of Art, Washington DC | National Gallery of Art, Washington DC | National Gallery of Art, Washington DC | National Gallery of Art, Washington DC |                                                                |                                                                |
| Junt amb "retrat d'una donant" eren les ales d'un tríptic. Es coneix que el personatge era membre de la família Lomellini per l'escut d'armes i, junt amb la seva dona, formaven part de la gran comunitat de comerciants italiana a Bruges. Aquestes famílies varen tenir un important paper en la difusió de la tècnica de l'oli i l'estil de les pintures flamenques pel nord d'Itàlia, en portar amb ells petits quadres com aquest. | Junt amb "retrat d'una donant" eren les ales d'un tríptic. Es coneix que el personatge era membre de la família Lomellini per l'escut d'armes i, junt amb la seva dona, formaven part de la gran comunitat de comerciants italiana a Bruges. Aquestes famílies varen tenir un important paper en la difusió de la tècnica de l'oli i l'estil de les pintures flamenques pel nord d'Itàlia, en portar amb ells petits quadres com aquest. | Junt amb "retrat d'un donant" eren les ales d'un tríptic. Es tracta d'Elisabetta Vivaldi, una rica dama dels Països Baixos. La seva identitat esta representada pel gravat en fusta penjat a la paret amb una imatge de Santa Isabel de Turíngia, en al·lusió al seu nom i l'escut d'armes dels Vivaldi, una família genovesa d'extensos interessos a la banca i el comerç al nord d'Europa. | Junt amb "retrat d'un donant" eren les ales d'un tríptic. Es tracta d'Elisabetta Vivaldi, una rica dama dels Països Baixos. La seva identitat esta representada pel gravat en fusta penjat a la paret amb una imatge de Santa Isabel de Turíngia, en al·lusió al seu nom i l'escut d'armes dels Vivaldi, una família genovesa d'extensos interessos a la banca i el comerç al nord d'Europa. |                                                                |                                                                |
| | L'Anunciació Friedsam | L'Anunciació Friedsam | | Mare de Déu i Nen entronitzats                                 | Mare de Déu i Nen entronitzats                                 |
| circa 1450 | Oli sobre taula 77.5 x 64.1 cm | circa 1450-60 | oli sobre taula 49 x 34 cm |                                                                |                                                                |
| Metropolitan Museum of Art, Nova York | Metropolitan Museum of Art, Nova York | Museu del Prado, Madrid | Museu del Prado, Madrid |                                                                |                                                                |
| Obra atribuïda, anteriorment s'havia considerat que era d'Hubert van Eyck Podria tractar-se d'un fragment d'un quadre molt més gran; aquesta Anunciació transforma la narració lacònica de la Bíblia en una mena de poema visual. L'àngel porta les vestidures litúrgiques d'un sacerdot, i la Mare de Déu està a l'abric a la porta d'una església que és romànica (dreta) i gòtica (esquerra), marcant la transició de l'antic al nou testament. | Obra atribuïda, anteriorment s'havia considerat que era d'Hubert van Eyck Podria tractar-se d'un fragment d'un quadre molt més gran; aquesta Anunciació transforma la narració lacònica de la Bíblia en una mena de poema visual. L'àngel porta les vestidures litúrgiques d'un sacerdot, i la Mare de Déu està a l'abric a la porta d'una església que és romànica (dreta) i gòtica (esquerra), marcant la transició de l'antic al nou testament. | La Mare de Déu apareix entronitzada sostenint el Nen Jesús com a Salvator mundi, és a dir, sostenint el globus terraqüi amb una mà i beneint amb l'altra. La Mare de Déu porta un mantell vermell, simbolitzant la Passió, espera amb els ulls submisament abaixats, la seva coronació per un àngel com a Reina dels Cels. Està inspirat en La Mare de Déu del canceller Rolin de Jan van Eyck i en la Madonna Duran de Van der Weyden. | La Mare de Déu apareix entronitzada sostenint el Nen Jesús com a Salvator mundi, és a dir, sostenint el globus terraqüi amb una mà i beneint amb l'altra. La Mare de Déu porta un mantell vermell, simbolitzant la Passió, espera amb els ulls submisament abaixats, la seva coronació per un àngel com a Reina dels Cels. Està inspirat en La Mare de Déu del canceller Rolin de Jan van Eyck i en la Madonna Duran de Van der Weyden. |                                                                |                                                                |
| | L'Anunciació i la Nativitat | L'Anunciació i la Nativitat | | El Judici Final                                                | El Judici Final                                                |
| ca. 1452 | oli sobre taula 134 x 56 cm | 1452 | taula 134 x 56 cm |                                                                |                                                                |
| Gemäldegalerie (Berlín) | Gemäldegalerie (Berlín) | Gemäldegalerie (Berlín) | Gemäldegalerie (Berlín) |                                                                |                                                                |
| Ala esquerra d'un tríptic format amb El Judici Final (dreta) i un panell central desaparegut. En aquesta "anunciació", Christus fa servir per primer cop una perspectiva geomètricament correcta de la construcció. Les dues escenes estan clarament inspirades en L'Anunciació i La Nativitat del Mestre de Flémalle. | Ala esquerra d'un tríptic format amb El Judici Final (dreta) i un panell central desaparegut. En aquesta "anunciació", Christus fa servir per primer cop una perspectiva geomètricament correcta de la construcció. Les dues escenes estan clarament inspirades en L'Anunciació i La Nativitat del Mestre de Flémalle. | Ala dreta d'un tríptic format amb L'Anunciació i la Nativitat (esquerra) i un panell central desaparegut. És pràcticament una còpia del "Judici Final" del díptic de Crucifixió i Judici Final de Jan van Eyck que hi ha al Metropolitan de Nova York. | Ala dreta d'un tríptic format amb L'Anunciació i la Nativitat (esquerra) i un panell central desaparegut. És pràcticament una còpia del "Judici Final" del díptic de Crucifixió i Judici Final de Jan van Eyck que hi ha al Metropolitan de Nova York. |                                                                |                                                                |
| | L'Anunciació | L'Anunciació | | Nativitat                                                      | Nativitat                                                      |
| ca. 1452 | oli sobre taula 42 x 22 cm | 1452 | oli sobre taula 85,5 x 54,8 cm |                                                                |                                                                |
| Groeningemuseum, Bruges | Groeningemuseum, Bruges | Groeningemuseum, Bruges | Groeningemuseum, Bruges |                                                                |                                                                |
| L'anunciació de l'àngel a Maria es produeix dins d'una església gòtica. A través d'una porta oberta al fons es connecta amb el món exterior. Al vitrall del fons es representa la Coronació de la Mare de Déu, així com un gerro de lliris blancs i la torre d'ivori del Càntic dels Càntics, símbols de la puresa de Maria i de la Immaculada Concepció. A l'arcada de mig punt de pedra, que funciona com una finestra de l'escena, hi apareixen quatre escenes de la història de Maria tallades en pedra blanca: l'Anunciació a Sant Joaquim, la reunió a la Porta d'Or, el naixement i la presentació de Maria al Temple. Totes quatre estan flanquejades per imatges de dos profetes a esquerra i dreta. | L'anunciació de l'àngel a Maria es produeix dins d'una església gòtica. A través d'una porta oberta al fons es connecta amb el món exterior. Al vitrall del fons es representa la Coronació de la Mare de Déu, així com un gerro de lliris blancs i la torre d'ivori del Càntic dels Càntics, símbols de la puresa de Maria i de la Immaculada Concepció. A l'arcada de mig punt de pedra, que funciona com una finestra de l'escena, hi apareixen quatre escenes de la història de Maria tallades en pedra blanca: l'Anunciació a Sant Joaquim, la reunió a la Porta d'Or, el naixement i la presentació de Maria al Temple. Totes quatre estan flanquejades per imatges de dos profetes a esquerra i dreta. | Per sobre del grup de la Sagrada Família sobrevolen tres àngels en adoració. Al paisatge muntanyenc s'hi observa una ciutat emmurallada que recorda Bruges. L'escena principal està envoltada per un marc amb una decoració escultòrica de figures de pedra blanca en nínxols rectangulars, probablement d'influència italiana. El programa iconogràfic es basa en el simbolisme antitètic d'Antic i Nou Testament i més específicament sobre el pecat original i que amb l'encarnació de Crist s'extingeix. A la galeria, la prehistòria del pecat per establir la llei representa: el sacrifici d'Isaac i l'assassinat d'Abel per Caín.        | Per sobre del grup de la Sagrada Família sobrevolen tres àngels en adoració. Al paisatge muntanyenc s'hi observa una ciutat emmurallada que recorda Bruges. L'escena principal està envoltada per un marc amb una decoració escultòrica de figures de pedra blanca en nínxols rectangulars, probablement d'influència italiana. El programa iconogràfic es basa en el simbolisme antitètic d'Antic i Nou Testament i més específicament sobre el pecat original i que amb l'encarnació de Crist s'extingeix. A la galeria, la prehistòria del pecat per establir la llei representa: el sacrifici d'Isaac i l'assassinat d'Abel per Caín.        |                                                                |                                                                |
| | La Lamentació (Pietà) | La Lamentació (Pietà) | | Mort de la Mare de Déu                                         | Mort de la Mare de Déu                                         |
| 1455-60 | oli sobre taula 98 x 188 cm | 1457-67 | oli sobre taula 171,1 x 138,4 cm |                                                                |                                                                |
| Musées Royaux des Beaux-Arts de Belgique, Brussel·les | Musées Royaux des Beaux-Arts de Belgique, Brussel·les | Timken Museum of Art, San Diego | Timken Museum of Art, San Diego |                                                                |                                                                |
| Es tracta d'una obra versionada (còpies al Louvre i al Metropolitan). El cos de Jesús està sostingut per Nicodem que li inclina la cara cap a l'espectador. Al centre, la Mare de Déu sostinguda per Maria de Clopas i Sant Joan i, estenent el llençol per a recollir el cos de Jesús, està Josep d'Arimatea. A la dreta, Maria Salomé amb el seu marit Zebedeu i a l'esquerra Maria Magdalena, ambdues plorant intensament. Destaquen els cuidats detalls de les vestimentes i del paisatge de fons. Charles de Tolnay va comparar aquesta obra amb les de Piero della Francesca per la seva composició arquitectònica i el seu ús de la perspectiva.                                                       | Es tracta d'una obra versionada (còpies al Louvre i al Metropolitan). El cos de Jesús està sostingut per Nicodem que li inclina la cara cap a l'espectador. Al centre, la Mare de Déu sostinguda per Maria de Clopas i Sant Joan i, estenent el llençol per a recollir el cos de Jesús, està Josep d'Arimatea. A la dreta, Maria Salomé amb el seu marit Zebedeu i a l'esquerra Maria Magdalena, ambdues plorant intensament. Destaquen els cuidats detalls de les vestimentes i del paisatge de fons. Charles de Tolnay va comparar aquesta obra amb les de Piero della Francesca per la seva composició arquitectònica i el seu ús de la perspectiva.                                                       | Es tracta de la taula central d'un tríptic que originalment incloïa dues ales, més tard destruïdes durant la Segona Guerra Mundial. Christus fa una interpretació de la Mort de la Mare de Déu amb assistència dels apòstols de tot el món; la inusual composició mostra en un quadre els tres episodis de la història. La Mare de Déu es troba al seu llit de mort amb una espelma encesa, símbol de la seva fe. Per sobre, la seva ànima puja a Déu Pare. A l'extrem dret, un àngel descendeix el seu cinturó a Sant Tomàs com a prova de l'Assumpció.                                                                                         | Es tracta de la taula central d'un tríptic que originalment incloïa dues ales, més tard destruïdes durant la Segona Guerra Mundial. Christus fa una interpretació de la Mort de la Mare de Déu amb assistència dels apòstols de tot el món; la inusual composició mostra en un quadre els tres episodis de la història. La Mare de Déu es troba al seu llit de mort amb una espelma encesa, símbol de la seva fe. Per sobre, la seva ànima puja a Déu Pare. A l'extrem dret, un àngel descendeix el seu cinturó a Sant Tomàs com a prova de l'Assumpció.                                                                                         |                                                                |                                                                |
| | Santa Elisabet presentant Isabel de Portugal | Santa Elisabet presentant Isabel de Portugal | | Mare de Déu i Nen entronitzats amb els sants Francesc i Jeroni | Mare de Déu i Nen entronitzats amb els sants Francesc i Jeroni |
| 1457-60 | oli sobre taula 59 x 33 cm | 1457 | oli sobre taula 46,7 × 44,7 cm |                                                                |                                                                |
| Groeningemuseum, Bruges | Groeningemuseum, Bruges | Städelsches Kunstinstitut, Frankfurt | Städelsches Kunstinstitut, Frankfurt |                                                                |                                                                |
| És l'ala esquerra d'un tríptic amb el panell central dedicat a la Matter Dolorosa, actualment desaparegut. Va ser un encàrrec d'Isabel de Portugal, esposa del duc de Borgonya a qui va conèixer a la confraria de l'Arbre Sec. | És l'ala esquerra d'un tríptic amb el panell central dedicat a la Matter Dolorosa, actualment desaparegut. Va ser un encàrrec d'Isabel de Portugal, esposa del duc de Borgonya a qui va conèixer a la confraria de l'Arbre Sec. | És la primera imatge de pintors flamencs coneguda que mostra en detall la perspectiva lineal. L'obra està signada i datada a l'últim esglaó del tron: "Petrus Christus em fecit 1457" | És la primera imatge de pintors flamencs coneguda que mostra en detall la perspectiva lineal. L'obra està signada i datada a l'últim esglaó del tron: "Petrus Christus em fecit 1457" |                                                                |                                                                |
| | Retrat d'home jove | Retrat d'home jove | | Mare de Déu de l'Arbre Sec                                     | Mare de Déu de l'Arbre Sec                                     |
| 1460 | oli sobre taula 35,5 x 26,3 cm | circa 1465 | taula 17,4 x 12,4 cm |                                                                |                                                                |
| National Gallery de Londres | National Gallery de Londres | Museu Thyssen-Bornemisza, Madrid | Museu Thyssen-Bornemisza, Madrid |                                                                |                                                                |
| És un retrat d'un home que sosté un llibre d'oracions a les mans amb un punt de llibre que té les lletres gregues xpi (Crist), probablement la seva signatura. A la paret hi ha una miniatura il·luminada dedicada a santa Verònica amb una imatge de la vera icona. | És un retrat d'un home que sosté un llibre d'oracions a les mans amb un punt de llibre que té les lletres gregues xpi (Crist), probablement la seva signatura. A la paret hi ha una miniatura il·luminada dedicada a santa Verònica amb una imatge de la vera icona. | L'obra està relacionada amb la Confraria de l'Arbre Sec, de la qual eren membres l'artista i la seva esposa. Maria apareix envoltada de branques seques d'un arbre, simulant una corona d'espines. Es tracta de l'arbre del coneixement del bé i del mal, marcit pel pecat original, del qual pengen unes lletres "A", inicial d'"Ave". És una representació simbòlica de la redempció obtinguda amb el naixement d'un Jesús portador d'un globus terraqüi coronat per una creu. L'obra fou atribuïda a Petrus Christus per Grete Ring el 1919.                                                                                                  | L'obra està relacionada amb la Confraria de l'Arbre Sec, de la qual eren membres l'artista i la seva esposa. Maria apareix envoltada de branques seques d'un arbre, simulant una corona d'espines. Es tracta de l'arbre del coneixement del bé i del mal, marcit pel pecat original, del qual pengen unes lletres "A", inicial d'"Ave". És una representació simbòlica de la redempció obtinguda amb el naixement d'un Jesús portador d'un globus terraqüi coronat per una creu. L'obra fou atribuïda a Petrus Christus per Grete Ring el 1919.                                                                                                  |                                                                |                                                                |
| | Sagrada Família en un interior domèstic | Sagrada Família en un interior domèstic | | Retrat d'home                                                  | Retrat d'home                                                  |
| 1460-67 | oli sobre taula 69,53 x 50,96 cm | circa 1465 | oli sobre taula de roure 43,82 x 31,12 cm |                                                                |                                                                |
| Nelson-Atkins Museum of Art, Kansas City | Nelson-Atkins Museum of Art, Kansas City | Los Angeles County Museum of Art, Los Angeles | Los Angeles County Museum of Art, Los Angeles |                                                                |                                                                |
| Destaca la acurada perspectiva produint un ambient d'harmonia interior. Es tracta d'una pintura encarregada per a una ocasió especial, probablement el matrimoni de Margarida de York amb Carles el Temerari, els colors heràldics del qual eren el vermell i blau que vesteixen la Verge i Sant Josep. | Destaca la acurada perspectiva produint un ambient d'harmonia interior. Es tracta d'una pintura encarregada per a una ocasió especial, probablement el matrimoni de Margarida de York amb Carles el Temerari, els colors heràldics del qual eren el vermell i blau que vesteixen la Verge i Sant Josep. | [ 47 ] | [ 47 ] |                                                                |                                                                |
| | Nativitat | Nativitat | | Retrat d'una noia jove                                         | Retrat d'una noia jove                                         |
| 1465 | taula 130 x 97 cm | 1470 | oli sobre taula 29 x 23 cm |                                                                |                                                                |
| National Gallery of Art, Washington DC | National Gallery of Art, Washington DC | Gemäldegalerie (Berlín) | Gemäldegalerie (Berlín) |                                                                |                                                                |
| És un dels quadres de devoció més importants de Petrus Christus, qui posa l'accent en el caràcter sacrificial de la vinguda de Crist. En primer pla, es mostra un arc amb escenes esculpides de la caiguda tal com es descriu al Gènesi. Per sota d'Adam i Eva, unes figures com atlants simbolitzen la humanitat carregada amb el pecat original. Les figures es presenten vestides amb robes flamenques i amb un teló de fons d'un paisatge que sembla una ciutat flamenca. Però els dos edificis amb cúpules representen Jerusalem, el lloc dels fets de la Passió de Crist. | És un dels quadres de devoció més importants de Petrus Christus, qui posa l'accent en el caràcter sacrificial de la vinguda de Crist. En primer pla, es mostra un arc amb escenes esculpides de la caiguda tal com es descriu al Gènesi. Per sota d'Adam i Eva, unes figures com atlants simbolitzen la humanitat carregada amb el pecat original. Les figures es presenten vestides amb robes flamenques i amb un teló de fons d'un paisatge que sembla una ciutat flamenca. Però els dos edificis amb cúpules representen Jerusalem, el lloc dels fets de la Passió de Crist. | És una de les últimes pintures realitzades per l'artista flamenc. El petit retrat denota un avenç estilístic tant del treball de Christus com del desenvolupament del retrat en els primitius flamencs. El model ja no se situa amb un fons pla neutre, sinó que està col·locat en una escena tridimensional, realista. A més, la noia no és passiva; mira directament a l'espectador en una conducta gairebé petulant, encara que gran part es reté en la seva mirada. | És una de les últimes pintures realitzades per l'artista flamenc. El petit retrat denota un avenç estilístic tant del treball de Christus com del desenvolupament del retrat en els primitius flamencs. El model ja no se situa amb un fons pla neutre, sinó que està col·locat en una escena tridimensional, realista. A més, la noia no és passiva; mira directament a l'espectador en una conducta gairebé petulant, encara que gran part es reté en la seva mirada. |                                                                |                                                                |